# 미해독 문자
미해독 문자는 아직 해독되지 않은 문자 체계를 말한다. 해독되지 않은 이유에 대해서 많은 이유가 있지만 대부분 문헌이나 유적이 매우 적다는 것에 있다. 상형문자의 해독은 문자가 쓰인 문헌이 많으면 해독하는데 있어 매우 유리하지만 그 수가 적으면 해독하는데 많은 문제가 발생한다. 이집트의 신성문자는 상형문자이지만 많은 유적을 통해서 결국 거의 해독되었다.

## 아시아의 미해독 문자

### 동아시아
- 자후 계각 부호 - 페이리강 문화, 기원전 6600~6200년 경
- 라오관타이 부호 - 라오관타이 문화, 기원전 5800~5400년 경
- 반포 부호 - 양사오 문화, 기원전 5000년 경
- 장자이 부호 - 양사오 문화, 기원전 4000년 경
- 다마이디 부호 - 다마이디 문화, 기원전 3000년 경
- 다원커우 부호 - 다원커우 문화, 기원전 2500~1900년 경
- 룽산 부호 - 룽산 문화, 기원전 2500~1900년 경
- 우청 부호 - 우청 문화, 기원전 1600년 경
- 거란 대자 - 기원전 986년
- 바슈 문자 - 쓰촨성, 기원전 5~4세기 경
- 소괴크 문자 - 광시 좡족 자치구
- 투자 문자

### 동남아시아
- 싱가포르석 - 싱가포르, 11~13세기 경

### 남아시아
- 인더스 문자 - 인더스 문명, 기원전 3500~1900년 경
- 비크람콜 동굴 비문 - 기원전 1500년 경
- 거석 낙서 부호 - 기원전 1000~300년 경
- 푸시카라사리 문자 - 간다라, 기원전 800~300년 경
- 샹칼리피 문자 - 기원전 8~4세기 경

### 서아시아
- 원시 엘람 문자 - 엘람, 기원전 2300년 경
- 지로프트 문자 - 지로프트 문명, 기원전 2200년 경
- 와디 엘홀 비문 - 기원전 1800년 경
- 원시 시나이 문자 -
- 비블로스 음절문자 - 기원전 1700년 경
- 키프로스-미노스 음절문자 - 기원전 1550년 경

### 중앙아시아
- 옥서스 문자 - 박트리아-마르기아나 문화, 기원전 2200년 경
- 이씩 비문 - 기원전 4세기 경
- 쿠샨 문자 - 쿠샨, 기원전 7~2세기 경

## 유럽의 미해독 문자

### 동유럽
- 크레타 상형문자 - 기원전 2100년
- 파이스토스 원반 - 기원전 2000년 경
- 선형문자 A - 기원전 2000년 경
- 그라클리아니 언덕 문자 - 기원전 11~10세기 경
- 시토보 비문 - 기원전 300~100년 경
- 알레카노바 비문 - 기원전 11~10세기 경

### 서유럽
- 남서 팔레오이베리아 문자 - 기원전 700년
- 로혼치의 서
- 보이니치 필사본 - 1404년~1438년 경

## 아프리카의 미해독 문자

### 북아프리카
- 리비코베르베르 문자 - 기원전 1000년 경
- 메로이어 문자 - 기원전 400~300년 경
- 슈푸므니 비문

### 중앙아프리카
- 바감 문자 - 기원전 1900년 경
- 소말리아 고대 비문

## 아메리카의 미해독 문자

### 남아메리카
- 키푸 - 안데스 문명, 기원전 2600년 경

### 중앙아메리카
- 카사잘 비석 - 오르메카 문명, 기원전 900년 경
- 올멕 상형문자 - 올멕, 기원전 600년 경
- 사포텍 문자 - 사포텍 문명, 기원전 700~500년 경
- 테우안테펙 지협 문자 - 기원전 약 500년 경
- 이스트마야 문자 - 기원전 500~400년 경
- 미스텍 문자 - 미스텍 문명, 14~12세기